# منتخب إسكتلندا لهوكي الجليد للسيدات
منتخب اسكتلندا الوطني لهوكي الجليد للسيدات (بالإنجليزية: Scotland women's national ice hockey team)‏ هو ممثل المملكة المتحدة الرسمي في المنافسات الدولية في هوكي الجليد للسيدات.